# James Gillray
James Gillray (13. srpna 1756 Londýn – 1. června 1815 tamtéž) byl anglický malíř a grafik, považovaný za zakladatelskou osobnost politické karikatury.
Narodil se roku 1756 (bývá uváděno také 1757) v Chelsea v rodině válečného invalidy skotského původu. Vyučil se rytcem a studoval na Royal Academy of Arts. Od roku 1779 se živil uveřejňováním kreslených vtipů na aktuální témata, od roku 1791 pracoval exkluzivně pro nakladatelku Hannah Humphreyovou. Vyznačoval se pohotovostí a pracovitostí, vytvořil okolo tisícovky obrázků, na nichž sarkasticky komentoval dobový životní styl i rivalitu mezi whigy a toryi, panovníka Jiřího III., Velkou francouzskou revoluci nebo napoleonské války. Právě Gillrayova karikatura „Malý Boney“ stála u zrodu populárního mýtu o Napoleonovi jako vzteklém zakomplexovaném trpaslíkovi, ačkoli byl ve skutečnosti spíš průměrné výšky. Závěr Gillrayova života byl poznamenán zhoršením zraku, které mu znemožnilo pracovat, což ho přivedlo k alkoholismu a sebevražedným pokusům.
Poctou Gillrayovi byla loutka dvořana Flunkeyho v satirickém pořadu britské televize ITV Spitting Image.

## Galerie

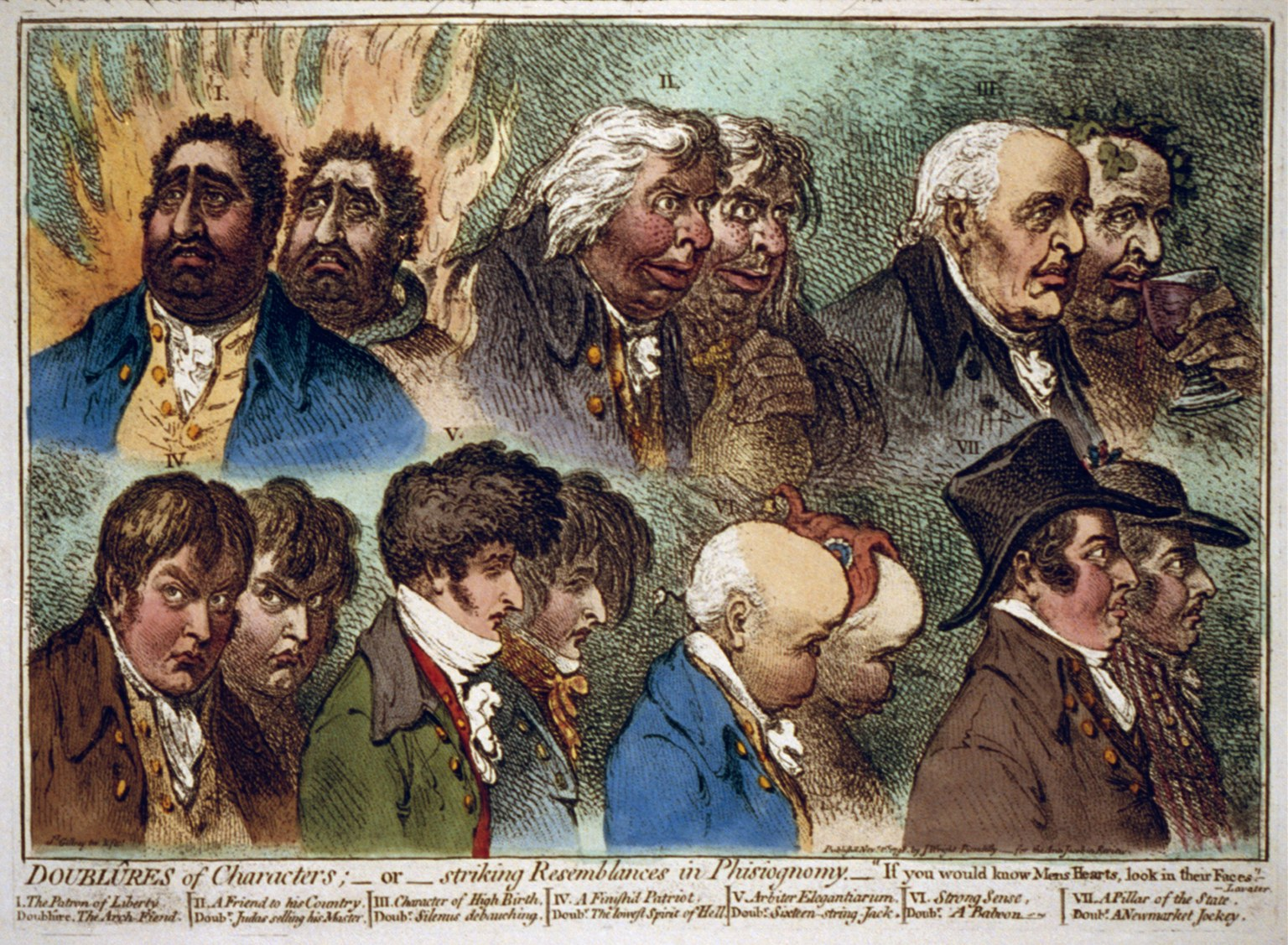
Typy lidských povah
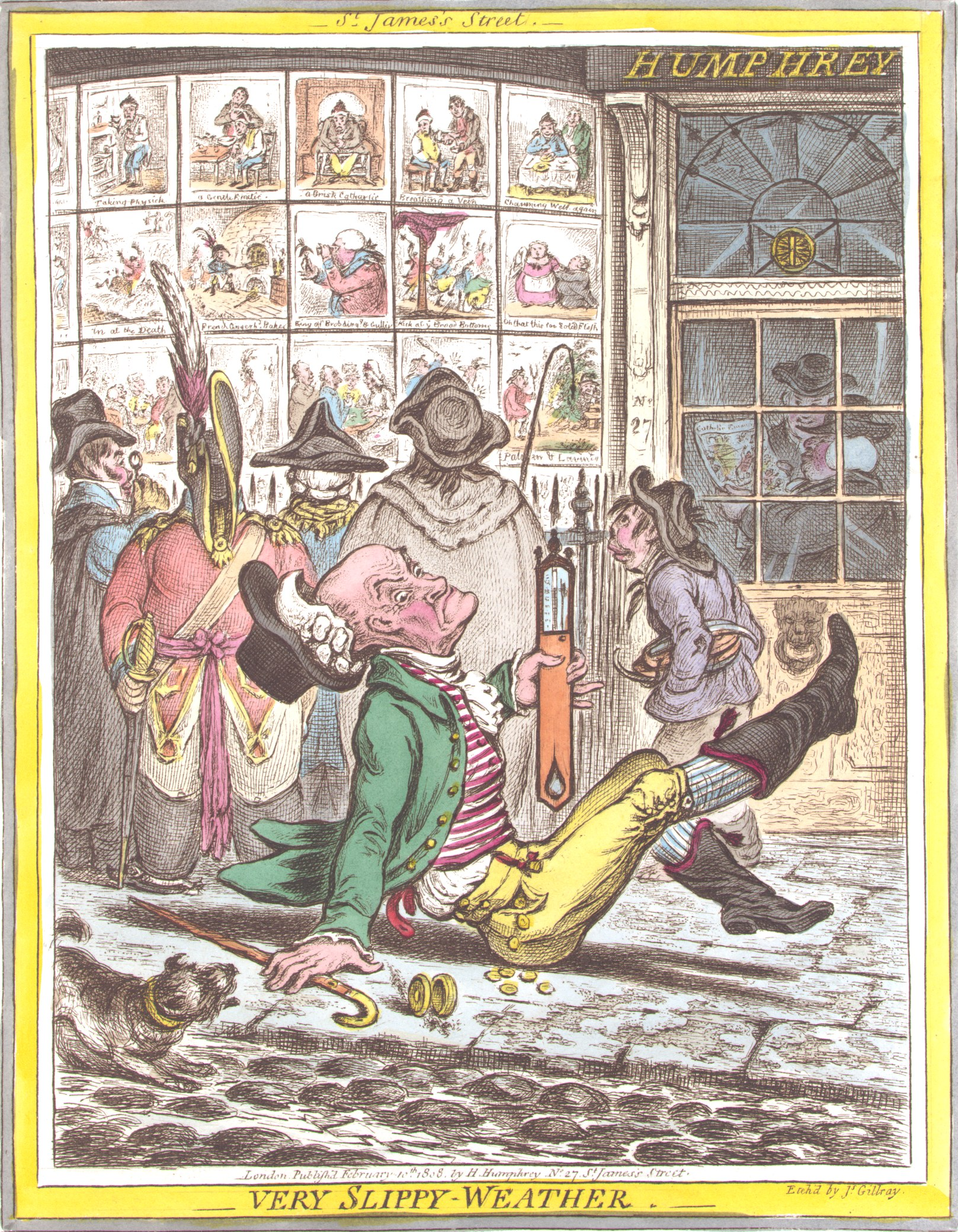
Náledí
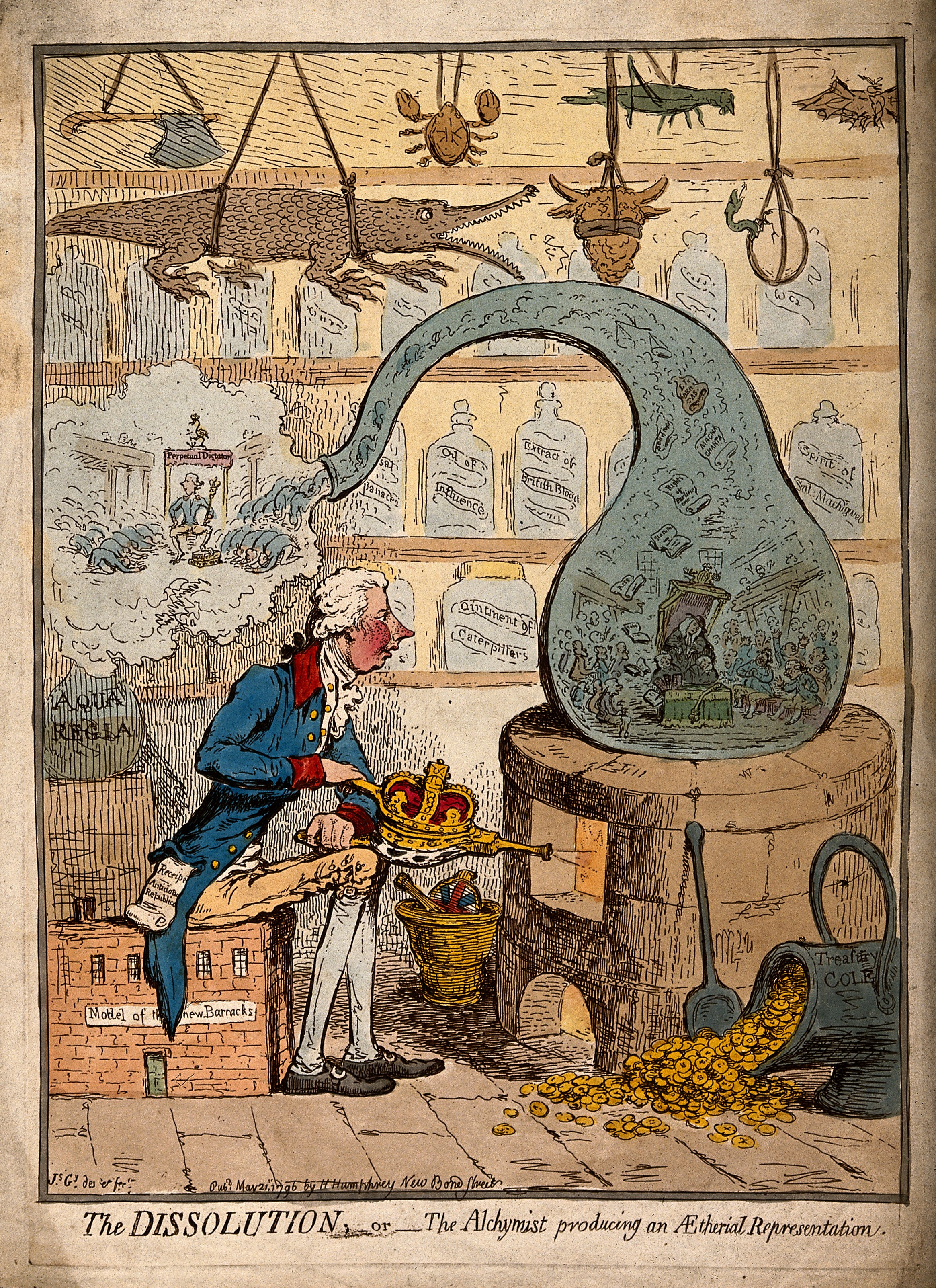
Alchymista
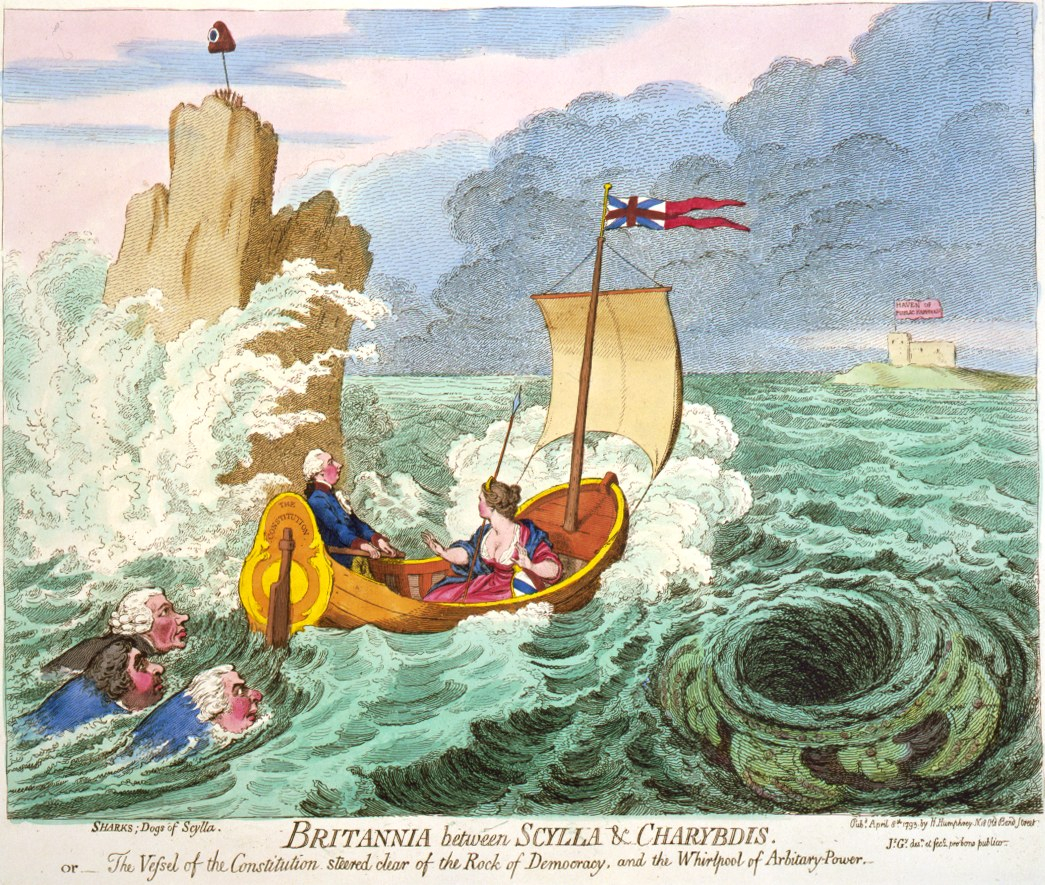
Británie mezi Scyllou a Charybdou
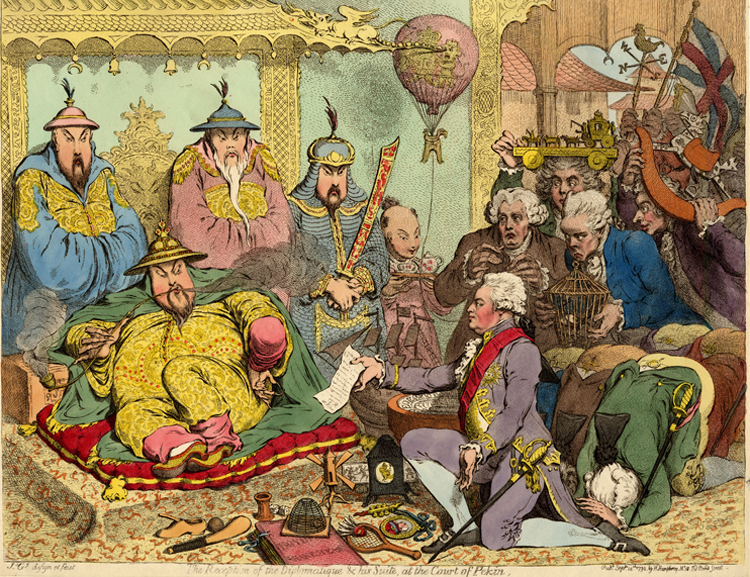
Přijetí diplomata na čínském dvoře
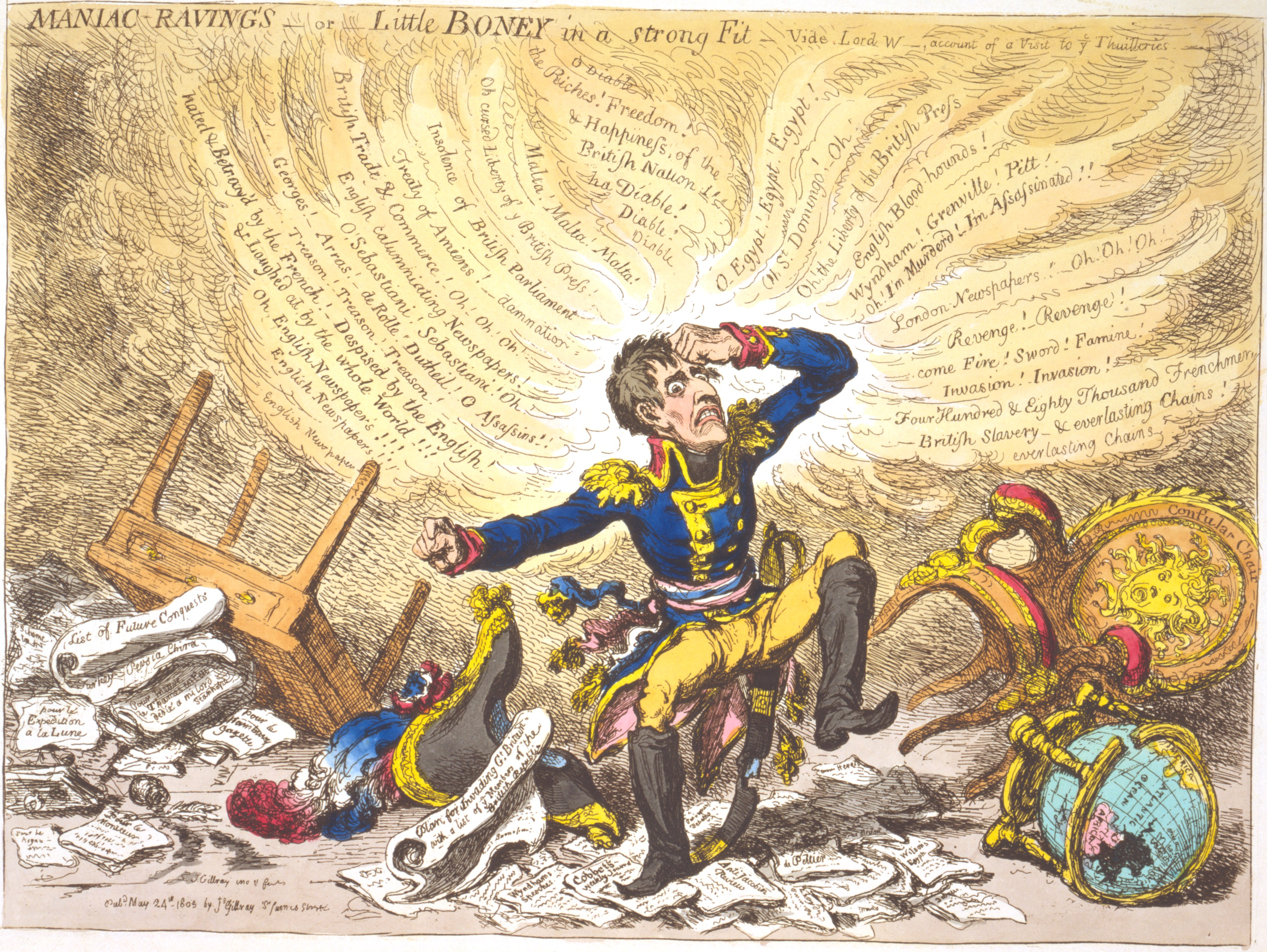
Napoleon jako Malý Boney
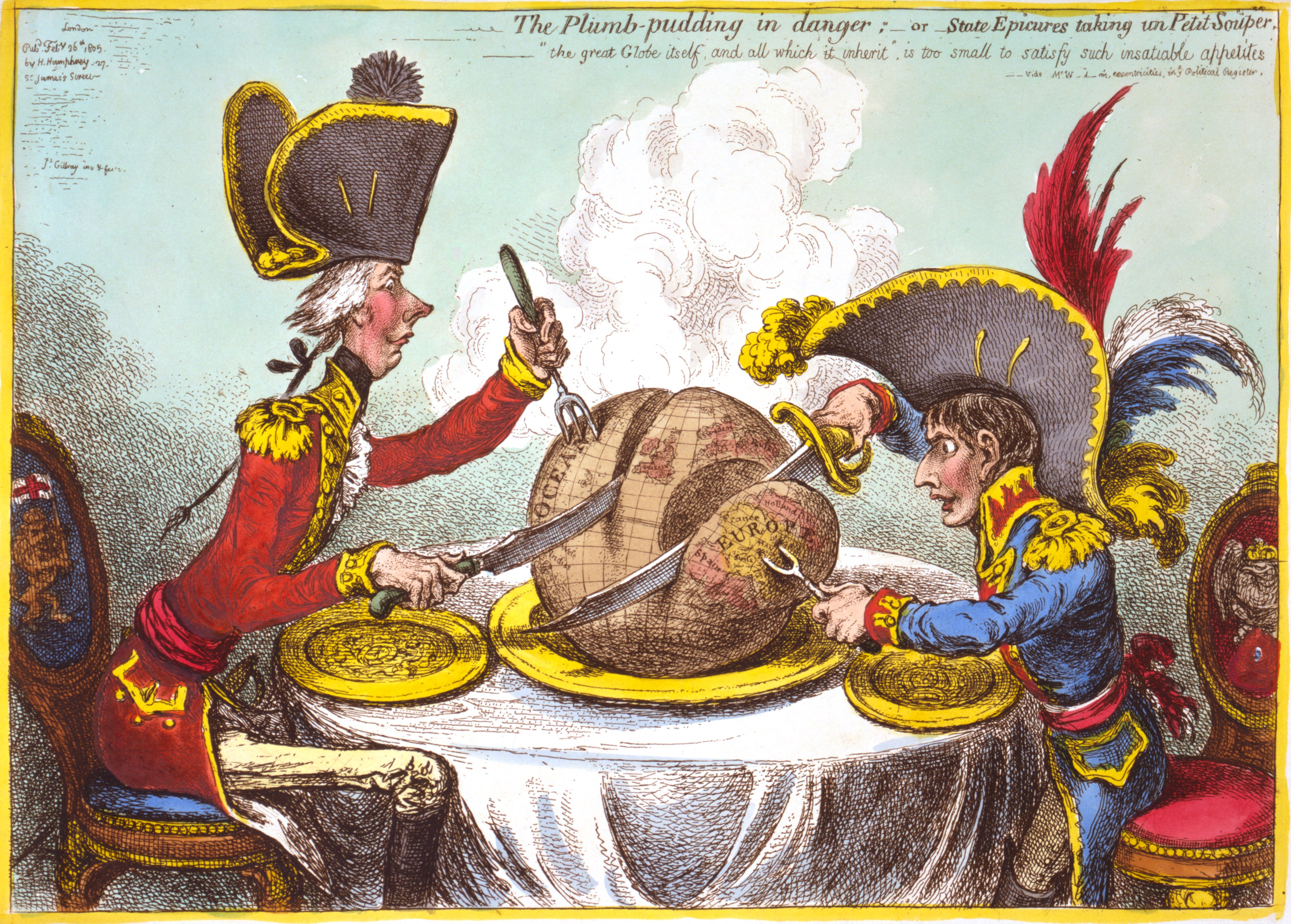
Vánoční pudink v ohrožení (1805)